# Padru
Padru là một đô thị ở tỉnh Sassari trong vùng Sardegna, có khoảng cách khoảng 180 km về phía bắc của Cagliari và cách khoảng 15 km về phía nam của Olbia. Tại thời điểm ngày 31 tháng 12 năm 2004, đô thị này có dân số 2.107 người và diện tích là 130,2 km².
Đô thị Padru có các frazioni (các đơn vị cấp dưới, chủ yếu là các làng) Sozza, Cuzzola,Sa Serra, Pedra Bianca, Biasì,Tirialzu, Ludurru,Sos Runcos, và Sas Enas.
Padru giáp các đô thị: Alà dei Sardi, Loiri Porto San Paolo, Olbia, San Teodoro, Torpè, Lodè, Bitti.